# Кверенхорст
Кверенхорст (нем. Querenhorst) — коммуна в Германии, расположенная в Нижней Саксонии. Входит в состав района Хельмштедт и подчиняется управлению Граслебен. Коммуна занимает площадь примерно 4,78 км² и на 31 декабря 2010 года её население составляло 528 человек. 

## Географическое положение
Кверенхорст находится на востоке Нижней Саксонии, что делает её самой восточной коммуной в этом регионе. Входит в состав района Хельмштедт. Подчиняется управлению Граслебен. Географические координаты местоположения 52°20′11″ северной широты и 10°57′45″ восточной долготы. Часовой пояс Кверенхорста - UTC+1:00 зимой и UTC+2:00 летом. 

## Административные данные
Кверенхорст имеет официальное правительственное управление, которое осуществляет местные административные функции. На 31 декабря 2018 года в округе были зарегистрированы данные о населении с различными социально-экономическими характеристиками. Телефонный код +49 5358, почтовый индекс данной коммуны 38368. Официальный код — 03 1 54 016.
| Год  | Население |
| ---- | --------- |
| 1990 | 477       |
| 1995 | 512       |
| 2000 | 549       |
| 2005 | 573       |
| 2010 | 546       |